# Obiecująca. Młoda. Kobieta.
Obiecująca. Młoda. Kobieta. – brytyjsko-amerykański dreszczowiec z 2020 roku w reżyserii Emerald Fennell, która napisała także jego nagrodzony Oscarem scenariusz.
Obiecująca. Młoda. Kobieta. miała światową premierę 25 stycznia 2020, na festiwalu Sundance.

## Fabuła
W wyniku traumatycznego zdarzenia, Cassie Thomas prowadzi podwójne życie. W dzień pracuje w kawiarni, w nocy poluje na ludzi, którzy chcieliby ją wykorzystać, podobnie jak wcześniej skrzywdzono jej przyjaciółkę. Niespodziewane spotkanie daje jej jednak drugą szansę w życiu.

## Obsada
źródła:
- Carey Mulligan – Cassie Thomas
- Bo Burnham – Ryan Cooper
- Alison Brie – Madison McPhee
- Clancy Brown – Stanley Thomas
- Jennifer Coolidge – Susan Thomas
- Laverne Cox – Gail
- Connie Britton – Dziekan Elizabeth Walker

## Odbiór

### Box office
Obiecująca. Młoda. Kobieta. zarobiła w USA i Kanadzie około sześć i pół miliona USD, a w pozostałych krajach równowartość około 10 mln USD; łącznie ok. 16-17 milionów.

### Reakcja krytyków
Film spotkał się z pozytywną reakcją krytyków. W agregatorze recenzji Rotten Tomatoes 90% z 411 recenzji uznano za pozytywne, a średnia ocen wystawionych na ich podstawie wyniosła 8,10. Z kolei w agregatorze Metacritic średnia ważona ocen z 48 recenzji wyniosła 73 punkty na 100.

### Nagrody
Na 74. ceremonia wręczenia nagród BAFTA, Obiecująca. Młoda. Kobieta. przyniosła twórcom sześć nominacji oraz statuetki za najlepszy scenariusz i brytyjski film